# Pallanuoto ai Giochi della XXII Olimpiade
Il diciottesimo torneo di olimpico di pallanuoto si è svolto tra il 20 ed il 29 luglio 1980 all'interno dei Giochi Olimpici di Mosca. Le gare si sono svolte negli impianti del Centro Sportivo Olimpiysky e della piscina dello Stadio Lenin di Luzhniki.
La formula prevedeva due turni: nel turno preliminare le 12 squadre partecipanti erano inserite in tre gruppi da quattro squadre ciascuno, in cui le due prime classificate accedevano al turno finale, un girone unico a 6 squadre atto all'assegnazione dei posti dal 1º al 6º. Parallelamente, le 6 squadre classificate agli ultimi due posti di ciascuno dei tre gruppi accedevano ad un girone finale per l'assegnazione dei posti dal 7º al 12º.
Nel girone per l'assegnazione delle medaglie i padroni di casa dell'Unione Sovietica hanno preceduto Jugoslavia e Ungheria e conquistato il loro secondo ed ultimo titolo olimpico.

## Podio
| Evento              | Oro              | Argento    | Bronzo   |
| Pallanuoto maschile | Unione Sovietica | Jugoslavia | Ungheria |

## Squadre partecipanti
GRUPPO A
- Grecia
- Paesi Bassi
- Romania
- Ungheria

GRUPPO B
- Italia
- Spagna
- Svezia
- Unione Sovietica

GRUPPO C
- Australia
- Bulgaria
- Cuba
- Jugoslavia

## Turno preliminare
Tutte le partite furono giocate nella piscina all'aperto dello Stadio Centrale Lenin - Luzhniki.

### Gruppo A
|    | Squadra     | Pti | G | V | P | S | GF | GS | Diff |
| -- | ----------- | --- | - | - | - | - | -- | -- | ---- |
| 1. | Ungheria    | 5   | 3 | 2 | 1 | 0 | 19 | 14 | +5   |
| 2. | Paesi Bassi | 4   | 3 | 2 | 0 | 1 | 16 | 15 | +1   |
| 3. | Romania     | 3   | 3 | 1 | 1 | 1 | 15 | 15 | 0    |
| 4. | Grecia      | 0   | 3 | 0 | 0 | 3 | 16 | 22 | –6   |

| Data      | Ora   | Partita     | Partita | Partita     |
| --------- | ----- | ----------- | ------- | ----------- |
| 20 luglio | 11:00 | Ungheria    | 6 - 6   | Romania     |
| 20 luglio | 16:00 | Paesi Bassi | 8 - 7   | Grecia      |
| 21 luglio | 11:00 | Ungheria    | 5 - 3   | Paesi Bassi |
| 21 luglio | 16:00 | Romania     | 6 - 4   | Grecia      |
| 22 luglio | 11:00 | Ungheria    | 8 - 5   | Grecia      |
| 22 luglio | 16:00 | Paesi Bassi | 5 - 3   | Romania     |

### Gruppo B
|    | Squadra          | Pti | G | V | P | S | GF | GS | Diff |
| -- | ---------------- | --- | - | - | - | - | -- | -- | ---- |
| 1. | Unione Sovietica | 6   | 3 | 3 | 0 | 0 | 24 | 10 | +14  |
| 2. | Spagna           | 4   | 3 | 2 | 0 | 1 | 15 | 11 | +4   |
| 3. | Italia           | 1   | 3 | 0 | 1 | 2 | 14 | 17 | –2   |
| 4. | Svezia           | 1   | 3 | 0 | 1 | 2 | 8  | 23 | –15  |

| Data      | Ora   | Partita          | Partita | Partita          |
| --------- | ----- | ---------------- | ------- | ---------------- |
| 20 luglio | 12:00 | Spagna           | 7 - 3   | Svezia           |
| 20 luglio | 17:00 | Unione Sovietica | 8 - 6   | Italia           |
| 21 luglio | 12:00 | Italia           | 4 - 4   | Svezia           |
| 21 luglio | 17:00 | Spagna           | 3 - 4   | Unione Sovietica |
| 22 luglio | 12:00 | Unione Sovietica | 12 - 1  | Svezia           |
| 22 luglio | 17:00 | Spagna           | 5 - 4   | Italia           |

### Gruppo C
|    | Squadra    | Pti | G | V | P | S | GF | GS | Diff |
| -- | ---------- | --- | - | - | - | - | -- | -- | ---- |
| 1. | Jugoslavia | 5   | 3 | 2 | 1 | 0 | 24 | 10 | +14  |
| 2. | Cuba       | 5   | 3 | 2 | 1 | 0 | 19 | 11 | +8   |
| 3. | Australia  | 2   | 3 | 1 | 0 | 2 | 15 | 20 | –5   |
| 4. | Bulgaria   | 0   | 3 | 0 | 0 | 3 | 8  | 25 | –17  |

| Data      | Ora   | Partita    | Partita | Partita   |
| --------- | ----- | ---------- | ------- | --------- |
| 20 luglio | 13:00 | Jugoslavia | 6 - 6   | Cuba      |
| 20 luglio | 18:00 | Australia  | 9 - 5   | Bulgaria  |
| 21 luglio | 13:00 | Jugoslavia | 9 - 2   | Bulgaria  |
| 21 luglio | 18:00 | Cuba       | 6 - 4   | Australia |
| 22 luglio | 13:00 | Jugoslavia | 9 - 2   | Australia |
| 22 luglio | 18:00 | Cuba       | 7 - 1   | Bulgaria  |

## Turno finale

### Gruppo A
|         | Squadra          | Pti | G | V | P | S | GF | GS | Diff |
| ------- | ---------------- | --- | - | - | - | - | -- | -- | ---- |
| Oro     | Unione Sovietica | 10  | 5 | 5 | 0 | 0 | 34 | 21 | +13  |
| Argento | Jugoslavia       | 7   | 5 | 3 | 1 | 1 | 34 | 32 | +2   |
| Bronzo  | Ungheria         | 6   | 5 | 3 | 0 | 2 | 32 | 30 | +2   |
| 4.      | Spagna           | 4   | 5 | 2 | 0 | 3 | 28 | 31 | –3   |
| 5.      | Cuba             | 2   | 5 | 0 | 2 | 3 | 31 | 38 | –7   |
| 6.      | Paesi Bassi      | 1   | 5 | 0 | 1 | 4 | 26 | 33 | –7   |

| Mosca 24 luglio 1980, ore 16:00                          | Ungheria  | 4 – 5 (2-2, 1-1, 1-2, 0-0) | Unione Sovietica | Piscina Stadio Luzhniki |
| \| \| \| \| \| 3: Gerendas \| Marcatori \| 2: Shagaev \| |           |                            |                  |                         |
|                                                          |           |                            |                  |                         |
| 3: Gerendas                                              | Marcatori | 2: Shagaev                 |                  |                         |

| Mosca 24 luglio 1980, ore 17:00                                   | Paesi Bassi | 5 – 6 (1-2, 1-2, 3-1, 0-1) | Spagna | Piscina Stadio Luzhniki |
| \| \| \| \| \| 2: Landeweerd, Veer \| Marcatori \| 3: Estiarte \| |             |                            |        |                         |
|                                                                   |             |                            |        |                         |
| 2: Landeweerd, Veer                                               | Marcatori   | 3: Estiarte                |        |                         |

| Mosca 24 luglio 1980, ore 18:00                       | Jugoslavia | 7 – 7 (1-1, 4-3, 1-1, 1-2) | Cuba | Piscina Stadio Luzhniki |
| \| \| \| \| \| 4: Gopcevic \| Marcatori \| 4: Rizo \| |            |                            |      |                         |
|                                                       |            |                            |      |                         |
| 4: Gopcevic                                           | Marcatori  | 4: Rizo                    |      |                         |

| Mosca 25 luglio 1980, ore 16:00                                            | Ungheria  | 7 – 8 (2-3, 2-2, 0-1, 3-2)     | Jugoslavia | Piscina Stadio Luzhniki |
| \| \| \| \| \| 3: Horkai \| Marcatori \| 2: Gopcevic, Rudic, Manojlovic \| |           |                                |            |                         |
|                                                                            |           |                                |            |                         |
| 3: Horkai                                                                  | Marcatori | 2: Gopcevic, Rudic, Manojlovic |            |                         |

| Mosca 25 luglio 1980, ore 17:00                          | Paesi Bassi | 7 – 7 (3-1, 2-2, 0-2, 2-2) | Cuba | Piscina Stadio Luzhniki |
| \| \| \| \| \| 3: van Zeeland \| Marcatori \| 4: Rizo \| |             |                            |      |                         |
|                                                          |             |                            |      |                         |
| 3: van Zeeland                                           | Marcatori   | 4: Rizo                    |      |                         |

| Mosca 25 luglio 1980, ore 18:00                             | Unione Sovietica | 6 – 2 (1-0, 1-1, 3-1, 1-0) | Spagna | Piscina Stadio Luzhniki |
| \| \| \| \| \| 1: 6 giocatori \| Marcatori \| 2: Carmona \| |                  |                            |        |                         |
|                                                             |                  |                            |        |                         |
| 1: 6 giocatori                                              | Marcatori        | 2: Carmona                 |        |                         |

| Mosca 26 luglio 1980, ore 16:00                                   | Ungheria  | 6 – 5 (1-1, 2-0, 2-3, 1-1) | Spagna | Piscina Stadio Luzhniki |
| \| \| \| \| \| 2: Gerendas, Farago \| Marcatori \| 3: Estiarte \| |           |                            |        |                         |
|                                                                   |           |                            |        |                         |
| 2: Gerendas, Farago                                               | Marcatori | 3: Estiarte                |        |                         |

| Mosca 26 luglio 1980, ore 17:00                                    | Paesi Bassi | 4 – 5 (0-1, 1-1, 0-2, 3-1) | Jugoslavia | Piscina Stadio Luzhniki |
| \| \| \| \| \| 2: Veer, Noordegraaf \| Marcatori \| 2: Gopcevic \| |             |                            |            |                         |
|                                                                    |             |                            |            |                         |
| 2: Veer, Noordegraaf                                               | Marcatori   | 2: Gopcevic                |            |                         |

| Mosca 26 luglio 1980, ore 18:00                                                      | Unione Sovietica | 8 – 5 (1-1, 1-1, 3-1, 3-2) | Cuba | Piscina Stadio Luzhniki |
| \| \| \| \| \| 2: Barkalov, Mshveniyeradze, Ivanov \| Marcatori \| 1: 5 giocatori \| |                  |                            |      |                         |
|                                                                                      |                  |                            |      |                         |
| 2: Barkalov, Mshveniyeradze, Ivanov                                                  | Marcatori        | 1: 5 giocatori             |      |                         |

| Mosca 28 luglio 1980, ore 16:00                            | Ungheria  | 7 – 5 (1-1, 1-3, 2-0, 3-1) | Cuba | Centro Sportivo Olympijski |
| \| \| \| \| \| 3: Horkai \| Marcatori \| 1: 5 giocatori \| |           |                            |      |                            |
|                                                            |           |                            |      |                            |
| 3: Horkai                                                  | Marcatori | 1: 5 giocatori             |      |                            |

| Mosca 28 luglio 1980, ore 17:00                                               | Paesi Bassi | 3 – 7 (0-1, 1-1, 1-3, 1-2) | Unione Sovietica | Centro Sportivo Olympijski |
| \| \| \| \| \| 1: Veer, van Zeeland, Noordegraaf \| Marcatori \| 3: Ivanov \| |             |                            |                  |                            |
|                                                                               |             |                            |                  |                            |
| 1: Veer, van Zeeland, Noordegraaf                                             | Marcatori   | 3: Ivanov                  |                  |                            |

| Mosca 28 luglio 1980, ore 18:00                                  | Spagna    | 6 – 7 (1-2, 1-1, 2-4, 2-0) | Jugoslavia | Centro Sportivo Olympijski |
| \| \| \| \| \| 3: Estiarte \| Marcatori \| 2: Gopcevic, Bebic \| |           |                            |            |                            |
|                                                                  |           |                            |            |                            |
| 3: Estiarte                                                      | Marcatori | 2: Gopcevic, Bebic         |            |                            |

| Mosca 29 luglio 1980, ore 16:00                            | Ungheria  | 8 – 7 (2-2, 2-1, 2-3, 2-1) | Paesi Bassi | Centro Sportivo Olympijski |
| \| \| \| \| \| 2: Kuncz, Farago \| Marcatori \| 3: Veer \| |           |                            |             |                            |
|                                                            |           |                            |             |                            |
| 2: Kuncz, Farago                                           | Marcatori | 3: Veer                    |             |                            |

| Mosca 29 luglio 1980, ore 17:00                       | Unione Sovietica | 8 – 7 (3-2, 2-2, 1-0, 2-3) | Jugoslavia | Centro Sportivo Olympijski |
| \| \| \| \| \| 3: Kotenko \| Marcatori \| 3: Rudic \| |                  |                            |            |                            |
|                                                       |                  |                            |            |                            |
| 3: Kotenko                                            | Marcatori        | 3: Rudic                   |            |                            |

| Mosca 29 luglio 1980, ore 18:00                       | Spagna    | 9 – 7 (2-2, 4-1, 1-2, 2-2) | Cuba | Centro Sportivo Olympijski |
| \| \| \| \| \| 5: Estiarte \| Marcatori \| 4: Rizo \| |           |                            |      |                            |
|                                                       |           |                            |      |                            |
| 5: Estiarte                                           | Marcatori | 4: Rizo                    |      |                            |

### Gruppo B
|     | Squadra   | Pti | G | V | P | S | GF | GS | Diff |
| --- | --------- | --- | - | - | - | - | -- | -- | ---- |
| 7.  | Australia | 9   | 5 | 4 | 1 | 0 | 30 | 19 | +11  |
| 8.  | Italia    | 8   | 5 | 4 | 0 | 1 | 26 | 18 | +8   |
| 9.  | Romania   | 7   | 5 | 3 | 1 | 1 | 36 | 26 | +10  |
| 10. | Grecia    | 4   | 5 | 2 | 0 | 3 | 28 | 28 | 0    |
| 11. | Svezia    | 2   | 5 | 1 | 0 | 4 | 23 | 40 | –17  |
| 12. | Bulgaria  | 0   | 5 | 0 | 0 | 5 | 25 | 37 | –12  |

| Data      | Ora   | Partita   | Partita | Partita   |
| --------- | ----- | --------- | ------- | --------- |
| 24 luglio | 11:00 | Italia    | 5 - 3   | Romania   |
| 24 luglio | 12:00 | Grecia    | 9 - 5   | Svezia    |
| 24 luglio | 13:00 | Australia | 8 - 5   | Bulgaria  |
| 25 luglio | 11:00 | Australia | 4 - 4   | Romania   |
| 25 luglio | 12:00 | Grecia    | 6 - 4   | Bulgaria  |
| 25 luglio | 13:00 | Italia    | 8 - 3   | Svezia    |
| 26 luglio | 11:00 | Svezia    | 3 - 8   | Romania   |
| 26 luglio | 12:00 | Australia | 4 - 2   | Grecia    |
| 26 luglio | 13:00 | Italia    | 5 - 4   | Bulgaria  |
| 28 luglio | 11:00 | Bulgaria  | 6 - 10  | Romania   |
| 28 luglio | 12:00 | Italia    | 4 - 3   | Grecia    |
| 28 luglio | 13:00 | Australia | 9 - 4   | Svezia    |
| 29 luglio | 11:00 | Grecia    | 8 - 11  | Romania   |
| 29 luglio | 12:00 | Italia    | 4 - 5   | Australia |
| 29 luglio | 13:00 | Svezia    | 8 - 6   | Bulgaria  |

## Classifica finale
| Campione Olimpico | Campione Olimpico | Campione Olimpico |
| --- | ----------------- | --- |
| Unione SovieticaŠaranov · Kotenko · Akimov · Grišin · Riisman · Kabanov · Barkalov · Šagaev · Mshvenieradze · Ivanov · Sobčenko, CT: Boris Popov |                   | |
| Argento | Jugoslavia        | JugoslaviaVezilić · Gopčević · Polić · Rudić · Mustur · Roje · Bebić · Trifunović · Lozica · Manojlović · Krivokapić, CT: Trifun Miro Ćirković           |
| Bronzo | Ungheria          | UngheriaMolnár · Szívós · Sudár · Gerendás · Horkai · Csapó · Kiss · Udvardi · Kuncz · Faragó · Hauszler, CT: Dezső Gyarmati                             |
| 4. | Spagna            | SpagnaDelgado • Ventura • Esteller • Sabriá • Estiarte • Robert • Alonso • Alcázar • Aguilar • Carmona • Franch, CT: -                                   |
| 5. | Cuba              | CubaPeriche • Cowley • Díaz • Costa • D. Rodríguez • N. Domínguez • Rizo • Ramos • Benítez • G. Rodríguez • O. Domínguez, CT: -                          |
| 6. | Paesi Bassi       | Paesi Basside Bie • Landeweerd • Veer • van Zeeland • Buunk • Noordegraaf • van Belkum • van Mil • Nieuwenhuizen • Korevaar • Misdorp, CT: -             |
| 7. | Australia         | AustraliaM. Turner • Neesham • Bryant • Montgomery • Muspratt • Kerr • Falson • C. Turner • Callaghan • Goff • Steward, CT: Tom Hoad                     |
| 8. | Italia            | Italia1 Alberani, 2 Simeoni, 3 Misaggi, 4 Marsili, 5 Fondelli, 6 De Magistris, 7 Steardo, 8 Ragosa, 9 Collina, 10 D'Angelo, 11 Panerai, CT: Gianni Lonzi |
| 9. | Romania           | RomaniaSpînu • Ungureanu • Costraș • Nastasiu • Popescu • Rusu • Slăvei • Răducanu • Rus • Schervan • Slăvei, CT: Anatol Grinţescu                       |
| 10. | Grecia            | GreciaVossos • Karalogos • Stathakis • Capralos • Giannopoulos • Kefalogiannis • Garyfallos • Gounas • Aronis • Sitarenios • Giannourīs, CT:             |
| 11. | Svezia            | SveziaFlodqvist • Karlsson • Lundén • Danielson • Carlsson • Stenberg • Johansson • Carlström • Skåål • Andersson • Claesson, CT: -                      |
| 12. | Bulgaria          | BulgariaSirakov • Andreev • Kiryakov • Denchev • Nanov • Partalev • Kostadinov • Stamatov • Georgiev • Popov • Gospodinov, CT: -                         |

## Classifica marcatori
|  | Gol | Marcatore            | Squadra          |
|  | --- | -------------------- | ---------------- |
|  | 21  | Manuel Estiarte      | Spagna           |
|  | 20  | Gianni De Magistris  | Italia           |
|  | 20  | Jorge Rizo           | Cuba             |
|  | 17  | Charles Turner       | Australia        |
|  | 16  | Sotirios Stathakis   | Grecia           |
|  | 14  | Tamás Faragó         | Ungheria         |
|  | 14  | Zoran Gopčević       | Jugoslavia       |
|  | 13  | Ratko Rudić          | Jugoslavia       |
|  | 11  | György Horkai        | Ungheria         |
|  | 11  | Adrian Nastasiu      | Romania          |
|  | 11  | Viorel Rus           | Romania          |
|  | 10  | György Gerendás      | Ungheria         |
|  | 10  | Mikhail Ivanov       | Unione Sovietica |
|  | 10  | Matel Popov          | Bulgaria         |
|  | 9   | Andrew Kerr          | Australia        |
|  | 9   | Sergej Kotenko       | Unione Sovietica |
|  | 9   | Giorgi Mshvenieradze | Unione Sovietica |
|  | 9   | Dinu Popescu         | Romania          |
|  | 9   | Jan Evert Veer       | Paesi Bassi      |
|  | 8   | 7 Giocatori          |                  |
|  | 7   | 5 Giocatori          |                  |
|  | 6   | 5 Giocatori          |                  |
|  | 5   | 13 Giocatori         |                  |
|  | 4   | 12 Giocatori         |                  |
|  | 3   | 8 Giocatori          |                  |
|  | 2   | 16 Giocatori         |                  |
|  | 1   | 13 Giocatori         |                  |

## Fonti
- (EN)  Comitato Olimpico Internazionale: database medaglie olimpiche.
- (EN, FR)  Comitato organizzatore, Games of the XXII Olympiad - Moscow 1980 vol. 3, 1981, pagg. 499-513 (la84foundation.org Archiviato il 27 settembre 2007 in Internet Archive.).
- (EN) Todor66.com. URL consultato il 17 settembre 2011 (archiviato dall'url originale il 20 agosto 2016).